# Gnathifera aphronesa
Gnathifera aphronesa är en fjärilsart som beskrevs av Edward Meyrick 1897. Gnathifera aphronesa ingår i släktet Gnathifera och familjen skärmmalar. Inga underarter finns listade i Catalogue of Life.